# Cyrtodactylus phetchaburiensis
Espèce
Statut de conservation UICN

 LC  : Préoccupation mineure
Cyrtodactylus aaroni est une espèce de geckos de la famille des Gekkonidae.

## Répartition
Cette espèce n'a été observée que dans la province de Phetchaburi en Thaïlande.

## Description
L'holotype de Cyrtodactylus aaroni, un mâle adulte a une longueur totale de 128,3 mm dont 70,8 mm pour la queue.

## Étymologie
Son nom spécifique, composé de phetchaburi et du suffixe latin -ensis, « qui vit dans, qui habite », lui a été donné en référence au lieu de sa découverte, la province de Phetchaburi dans le Sud-Ouest de la Thaïlande.

## Publication originale
- (en) Olivier S. G. Pauwels, Montri Sumontha et Aaron M. Bauer, « A new Bent-toed Gecko (Squamata: Gekkonidae: Cyrtodactylus) from Phetchaburi Province, Thailand », Zootaxa, Magnolia Press (d), vol. 4088, no 3,‎ 9 mars 2016, p. 409–419 (ISSN 1175-5334 et 1175-5326, OCLC 49030618, PMID 27394348, DOI 10.11646/ZOOTAXA.4088.3.6, lire en ligne).